# 씨네포유 영화가 좋다
《씨네포유 영화가 좋다》는 ITV 경인방송의 예능 프로그램이다.

## 역대 방송시간
| 방송 채널!!방송 기간!!방송 시간!!방송 분량!! |